# Frank Fowler Loomis

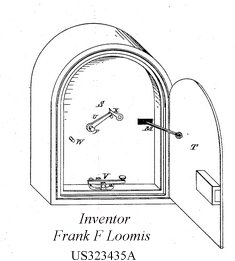
Báo cháy bằng điện báo

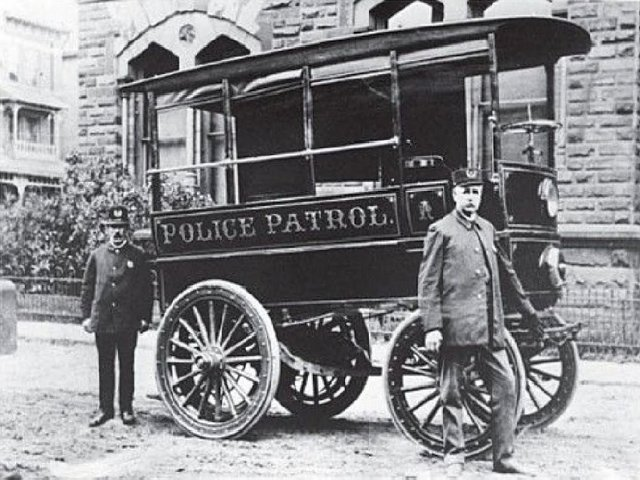
Frank Loomis với xe tuần tra cảnh sát ("paddy wagon"), vào khoảng năm 1900

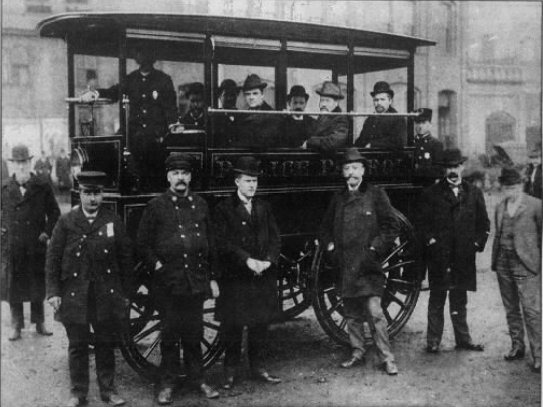
Ảnh công khai năm 1899: Frank Loomis ở bánh xe. Những người khác là B. F. Manderbach, trưởng phòng cháy; Tiến sĩ E. S. Underwood, nhân viên y tế thành phố; và H. H. Harrison, cảnh sát trưởng.

Frank Fowler Loomis (2 tháng 4 năm 1854 - 19 tháng 9 năm 1936) là một kỹ sư cơ điện ở Akron, Ohio, sở cứu hỏa. Ông đã phát triển hệ thống kiểm soát và báo cháy cho thành phố. Ông đã thiết kế và chế tạo chiếc xe tuần tra cảnh sát cơ giới đầu tiên trên thế giới.

## Thuở nhỏ
Loomis sinh ra ở Akron vào ngày 2 tháng 4 năm 1854. Ông là con trai của Joseph và Elizabeth (Taylor) Loomis. Ông học trường công lập Akron cho đến khi cha ông qua đời vào năm 1861. Sau đó ông sống với một người chú tại Wadsworth, Ohio, trong bảy năm tiếp theo. Năm 1869, Loomis làm việc trên kênh đào Ohio & Erie trong vài tháng. Năm 1870, ông đến làm việc tại xưởng gốm của Merrill trong một năm. Sau đó, ông học nghề thợ rèn.

## Giữa cuộc đời và sự nghiệp
Loomis trở thành một người lính cứu hỏa tình nguyện trong sở cứu hoả của Akron năm 1869. Năm 1870, ông trở thành một người lính cứu hỏa ở trạm số 1. Ông ngủ vào ban đêm tại trạm cứu hỏa và làm việc ở một cuộc buôn bán bên ngoài vào ban ngày. Công việc đầu tiên của ông tại sở cứu hỏa là một người trực điện thoại và sẽ báo động để có được tình nguyện viên trong một vụ hỏa hoạn.
Năm 1874 Loomis với một kỹ sư khác phát triển và giúp triển khai bốn hộp tín hiệu báo cháy điện báo. Chúng được đặt tại các doanh nghiệp trọng điểm trên toàn thành phố Akron. Ngay sau đó hệ thống cần cập nhật và cải tiến, tuy nhiên thành phố sẽ không tài trợ cho nó. Loomis, một kỹ sư khác, và trưởng phòng chữa cháy đã mua dây từ một đường điện báo không còn tồn tại để thực hiện những cải tiến này. Người ta đã sớm nhận ra rằng người vận hành không thể đưa ra tín hiệu chính xác trong lúc bị kích động bởi hỏa hoạn. Loomis sau đó phát triển một hộp báo động hoạt động bằng cách quay một tay quay mà sau đó tự động đưa ra tín hiệu chính xác. Ông đã được cấp bằng sáng chế cho một hộp báo động (#US323435A) làm việc bằng cách phá vỡ kính và kéo một đòn bẩy mở hộp mà sau đó lần lượt gửi ra tín hiệu tự động. Loomis được thăng cấp lên kỹ sư trưởng thành phố vào tháng 1 năm 1881.
Sự thành công của hệ thống báo cháy tạo ra một hệ thống tương tự cho sở cảnh sát đã được lắp đặt vào năm 1885. Loomis thiết kế một hộp báo động cho xe cảnh sát tuần tra. Nó lần đầu tiên được phát triển với một phím điện báo, tuy nhiên sớm được cải thiện với tích hợp thêm điện thoại.

## Xe cảnh sát tuần tra
Vào cuối những năm 1890 Loomis bắt đầu phát triển một chiếc xe không dùng ngựa kéo cho sở cảnh sát. Năm 1899, nó trở thành chiếc xe tuần tra cảnh sát cơ giới đầu tiên trên thế giới. Loomis của E. York Street ở Akron là người sáng chế chiếc xe này. Chúng đôi khi được gọi là "paddy wagon". Du khách đến từ khắp nơi trên nước Mỹ để quan sát chiếc xe và các bản sao sớm được đưa vào hoạt động ở Cleveland, Chicago và thành phố New York.
Chiếc xe tuần tra cơ giới là một chiếc xe điện có trọng lượng cùng với pin của nó là gần ba tấn. It came with a headlight and a bell to alert people it was coming. Nó đi kèm với đèn pha và chuông báo cho mọi người biết nó đang đến. Chiếc xe cảnh sát tuần tra có ba tốc độ và có thể đi lên đến mười sáu dặm một giờ. Thùng vận chuyển của xe được lắp đặt vào năm 1899 bởi Công ty Collins Buggy của Akron với các chi tiết kỹ thuật và bản vẽ của Loomis. Nó có sức chứa 12 người và chạy với hai động cơ điện 4 mã lực. Pin lưu trữ của xe cảnh sát phải được sạc ba mươi dặm một lần. Nó ít tốn kém để duy trì hơn một đội ngựa để kéo một toa xe để làm công việc tương tự. Một trạm đã được xây dựng cho xe tuần tra cảnh sát.
Toa xe điện đã bi lấy đi bởi một đám đông trong cuộc bạo loạn 1900 ở Akron. Nó đã bị hư hỏng và đẩy xuống kênh Ohio & Erie. Nó đã được phục hồi, sửa chữa và đưa vào hoạt động thêm bảy năm nữa. Chiếc xe tuần tra cảnh sát điện sau đó được sửa chữa hoàn toàn vào năm 1913. Nó được đưa vào triển lãm và trở thành một phần của Triển lãm Quốc tế Panama-Thái Bình Dương năm 1915 tại San Francisco. Sau đó nó được Công ty Selle mua lại và tháo dỡ vào năm 1917.

## Gia đình
Loomis kết hôn ngày 10 tháng 7 năm 1879, với bà Barbara Grad, tại Akron.

## Cuối đời
Loomis đã nghỉ hưu vào năm 1910. Ông qua đời ngày 19 tháng 9 năm 1936. Ông đã thành lập "Giải thưởng Loomis" được đặt theo tên của ông cho dịch vụ cứu hỏa và chủ nghĩa anh hùng. Ban đầu nó được thành lập bởi ý tưởng của ông năm 1936 và trong 50 năm đầu tiên chỉ có ba nhân viên cứu hỏa nhận được giải thưởng.